# Troposcatter

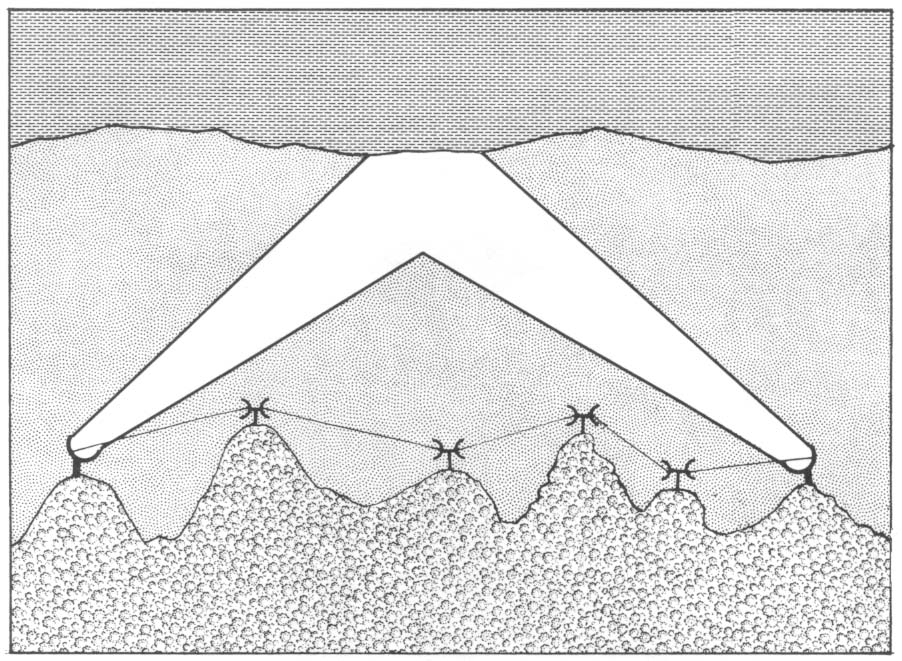
Troposcatter im Vergleich mit Richtfunkstrecken

Troposcatter, auch Troposphärenfunk ist eine Form des Überhorizont-Richtfunks, bei der die ausgestrahlten Funkwellen, speziell Dezimeterwellen und Mikrowellen, an der Troposphäre zurückgestreut werden.
Damit sind Reichweiten um 800 km möglich, welche aufgrund der Erdkrümmung nicht mit herkömmlichen Richtfunkstrecken erzielt werden können, da diese eine Sichtverbindung zwischen den Endstellen erfordern.
Der Troposphärenfunk ist weitgehend durch Satellitenkommunikation abgelöst oder ergänzt worden, ist jedoch wesentlich preiswerter als diese, insbesondere bei geringen Datenraten.

## Allgemeines
Die Streuung der Funkwellen erfolgt an lokalen Inhomogenitäten des Brechungsindex sowie an Dunst und Partikeln in einer Höhe bis etwa 5 km. Dementsprechend sind die Richtantennen zum Senden und zum Empfang nahezu waagerecht ausgerichtet. Der Großteil der abgestrahlten Funkwellen gelangt ungenutzt in den Weltraum, nur ein kleiner Teil wird zurück zur Erde gestreut. Für die Stärke des empfangenen Signales entscheidend ist das an der Streuung teilnehmende Volumen, nämlich das, in welchem sich das Sendeantennen- und das Empfangsantennen-Bündel kreuzen. Es kommt daher naturgemäß zu Mehrwegeempfang, daher sind keine hohen Datenraten erzielbar.
Wegen der geringen Rückstreuung der Signale sind für Troposcatter hohe Sendeleistungen und/oder Richtantennen erforderlich. Troposphärenscatter-Weitstreckenverbindungen sind unter Umständen abhörsicherer und zuverlässiger als Kurzwellenverbindungen und günstiger als Richtfunk wegen der entfallenden Zwischenstationen.
Nicht in die Kategorie des Troposphärenfunks gehören die troposphärischen Überreichweiten, die besonders im Bereich der Ultrakurzwelle (VHF-Band I, Band II und Band III) zu beobachten sind. Sie beruhen auf den wetterabhängigen Beugungs- bzw. Brechungseffekten und treten nur bei Inversionswetterlagen auf.

## Anwendung

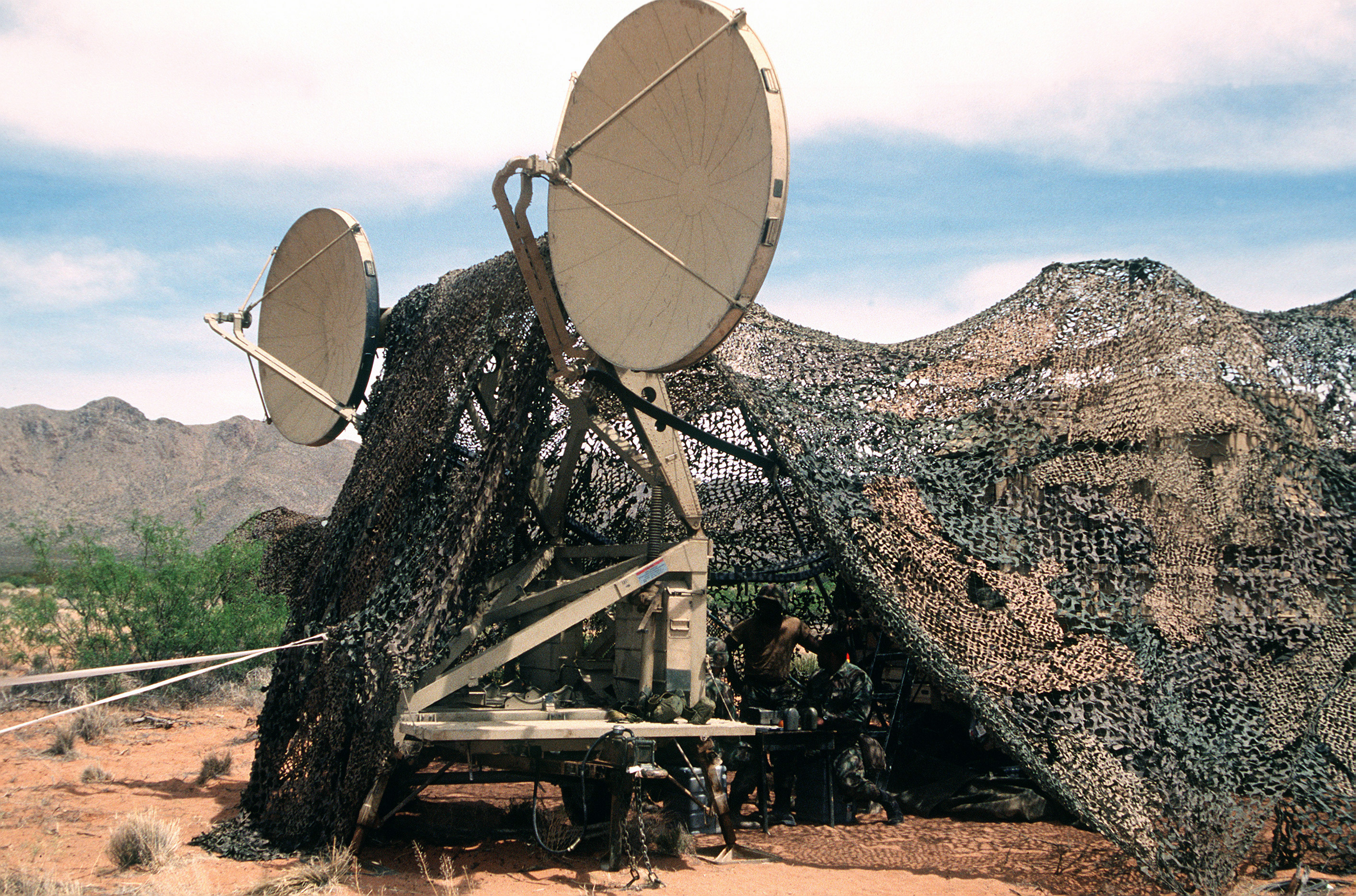
Troposcatter-Funkstelle vom Typ TRC-170 der US Army

Das Troposcatter-System TRC-170 sendet mit einem Klystron mit lediglich 1,5 kW zwischen 4,4 und 5 GHz über Parabolantennen. Es hat damit bis zu 240 km Reichweite.

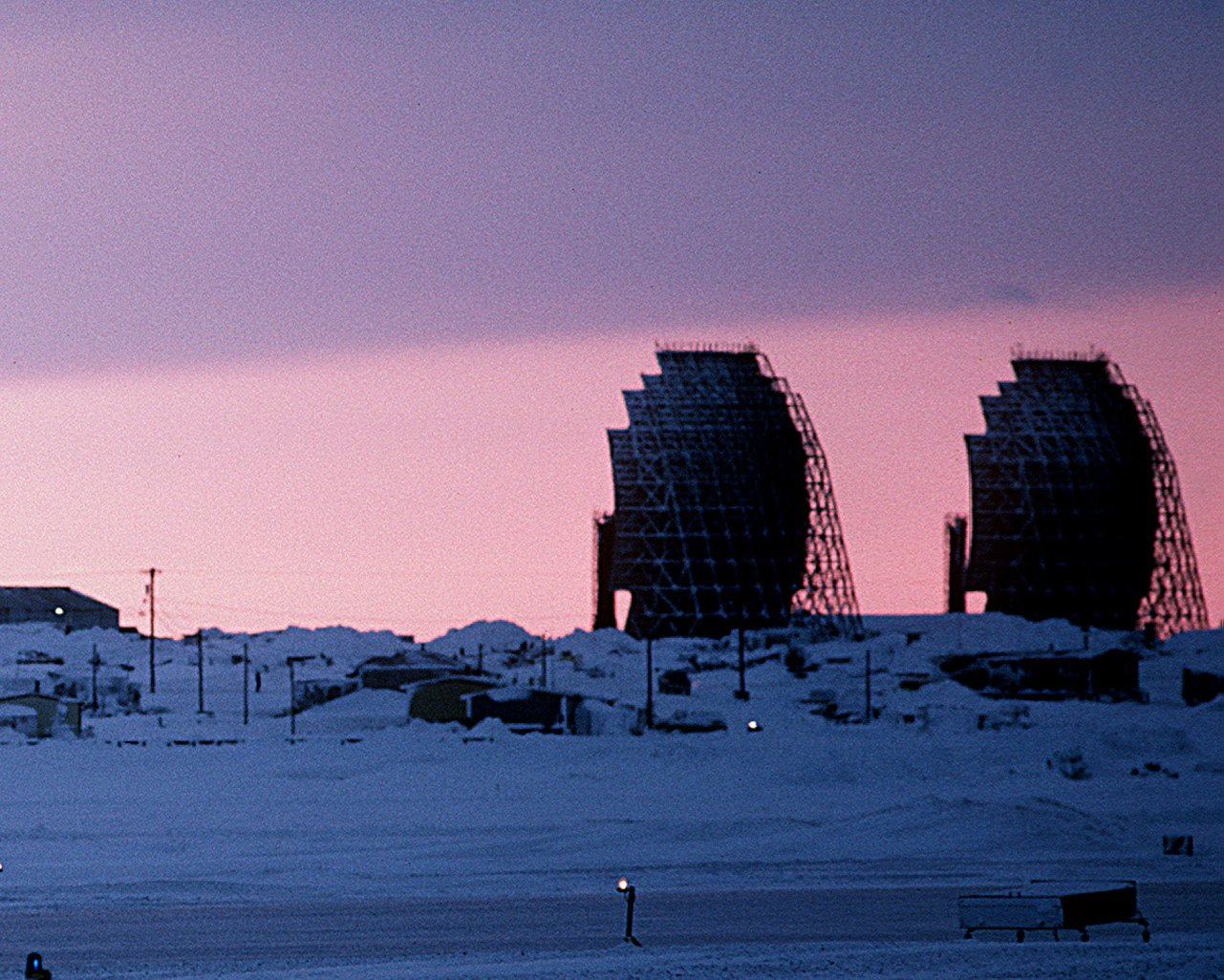
Troposcatter-Richtfunkantennen im White Alice Communications System

Vor der Etablierung von Kommunikationssatelliten dienten das White Alice Communications System in Alaska oder die militärischen Kommunikationsverbindungen mit den Texas-Türmen vor der Ostküste der Vereinigten Staaten zur Weitstrecken-Kommunikation.
Das in den Staaten des Warschauer Pakts installierte militärische Troposphären-Nachrichtensystem „BARS“ basierte ebenfalls auf diesem Effekt. In der Sowjetunion und Russland war von 1966 bis 2003 das zivile Troposphären-Nachrichtensystem „SEVER“ zur Kommunikation mit den Landesteilen entlang der Küste des Arktischen und Pazifischen Ozeans und der größten sibirischen Flüsse Jenissei und Lena in Betrieb, das sieben Linien mit 46 Relaisstationen umfasste. Die oft äußerst isolierte Lage dieser Stationen führte dazu, dass entgegen der ursprünglichen Planung Militärpersonal zur Bedienung eingesetzt werden musste.
Britische Erdöl-Bohrinseln nutzten Troposcatter-Verbindungen zum Land.

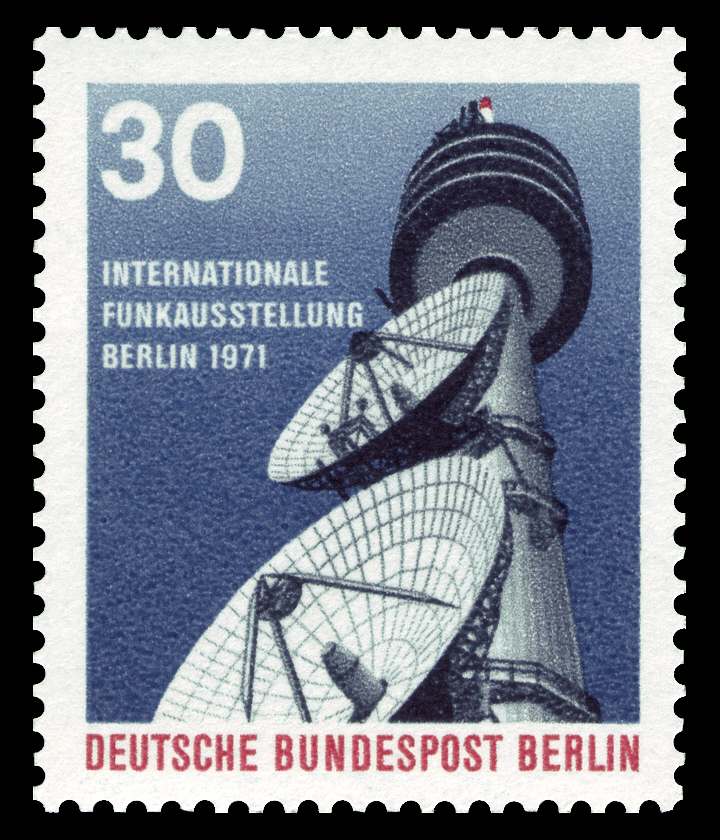
Sondermarke mit dem Fernmeldeturm Berlin-Schäferberg und den daran montierten Richtfunkantennen

Ein Beispiel ist auch die von 1959 bis 1991 bei 2,2 GHz betriebene Funkstrecke zwischen dem Fernmeldeturm Berlin-Schäferberg (sog. Richtfunkstelle Berlin 3) und der Richtfunkstation Torfhaus im Oberharz (Entfernung 190 km). Hierfür waren an beiden Standorten 45 Meter hohe freistehende Stahlfachwerktürme errichtet worden, die im Abstand von 15 m übereinander je zwei  Parabolantennen von jeweils 10 m Durchmesser trugen. Später arbeitete man auf der Berliner Seite mit zwei 20 m übereinander montierten 18-m-Cassegrain-Parabolantennen an einem neu errichteten Betonmast. Die Sender arbeiteten mit Wanderfeldröhren und hatten eine Ausgangsleistung von 1 kW. 